# 沈鍠
沈鍠（1816年—1878年），字駿聲，江蘇省通州（今南通市）人，清朝政治人物。進士出身。

## 生平
沈鍠於道光二十四年（1844年）考中甲辰科舉人，道光二十七年（1847年）考中張之萬榜二甲進士，曾任山東兗州運河同知。
沈鍠工詩詞，著有《蝸寄廬詩草》。參撰光緒《通州直隸州志》。